# Messer
Messer is een internationaal bedrijf actief in de industriële gassenindustrie. Messer produceert en levert zuurstof, stikstof, argon, koolstofdioxide, waterstof, helium, lasbeschermende gassen, speciale gassen, medische gassen en een breed scala aan gasmengsels.
Wereldwijd heeft het niet-beursgenoteerde familiebedrijf Messer meer dan 11.000 medewerkers in 33 landen. De onderneming werd opgericht in 1898 en heeft haar hoofdkantoor in Bad Soden bij Frankfurt. In 2020 behaalde Messer een geconsolideerde omzet van 3,1 miljard euro
Samen met het Nederlandse Messer B.V. vormt het Belgische Messer Belgium Messer Benelux.

## Sectoren en toepassingen
Messer is een familiebedrijf gespecialiseerd in gassen voor gebruik in de industrie, milieubescherming, geneeskunde, voedingsindustrie, las- en snijtechnologie, 3D-printing, bouw, onderzoek en wetenschap.
Messer is als farmaceutisch bedrijf leverancier van medische en farmaceutische gassen en totaaloplossingen.

## Geschiedenis

### Adolf Messer
In 1898 richtte Adolf Messer in Frankfurt een bedrijf op met de fabricage van verlichtingsapparatuur en acetyleengeneratoren. Het kreeg de naam Frankfurter Acetylen- Gas-Gesellschaft Messer & Cie. Niet veel later kwamen daar producten voor lassen en snijden bij en ook luchtsplitsingsinstallaties voor de productie van zuurstof. Met de oprichting van nationale en internationale dochterondernemingen breidde de firma uit.

### Hans Messer
Adolf Messer droeg in 1953 de verantwoordelijkheid voor het bedrijf over aan Hans Messer, zijn zoon. Onder de naam Adolf Messer GmbH kon de onderneming deelnemen aan de economische groei van de jaren vijftig. In deze periode werd de groei niet alleen gekenmerkt door sleutelsectoren zoals scheepsbouw en staal, maar ook door de oprichting van filialen en dochterondernemingen in het buitenland. In de jaren zestig bereikte deze groei de eigen grenzen van de onderneming en fuseerde Adolf Messer GmbH in 1965 met delen van Knapsack-Griesheim AG tot Messer Griesheim GmbH. Hans Messer trad in 1993 terug uit de directie. Hij droeg de verantwoordelijkheid over aan een niet-familielid dat eerder al succesvol Messers activiteiten in de VS had geleid. Als aanpak koos hij voor een agressieve globaliseringsstrategie die mislukte. Dit leidde in 1999 tot een correctie van het ondernemingsbeleid van Messer Griesheim.

### Stefan Messer
Een deel van de Messer-familie besloot om de verantwoordelijkheid voor het bedrijf over te nemen, onder leiding van Stefan Messer. Drie jaar nadat Hoechst haar aandelen aan financiële investeerders had verkocht, kocht de familie Messer in 2004 alle aandelen in het bedrijf terug. Om deze overname te kunnen financieren, werden de ondernemingen in Duitsland, de Verenigde Staten en Engeland verkocht. In 2004 richtte Stefan Messer de Messer Group GmbH op met hoofdzetel in Bad Soden. Vanaf dan werd Messer opnieuw een volledige industriële gasmaatschappij. In 2005 verwierf Messer de aandelen van de Messer Eutectic Castolin Groep. De familie nam over wat Adolf Messer meer dan 100 jaar geleden had opgericht en wat zijn zoon succesvol verder had ontwikkeld. Sinds 2008 verkoopt Messer op de Duitse markt opnieuw industriële gassen onder haar eigen merknaam.

## Messer Belgium
Op 14 juli 1896 werd het bedrijf l’Oxhydrique Internationale geregistreerd in het Staatsblad. Het bedrijf ontstond dankzij de uitvinding van de autogeenbrander. Dat is een op zuurstof en waterstof werkende staalsnijbrander. Uit de samentrekking van het Franse oxygène en hydrogène werd het bedrijf l’Oxhydrique gedoopt.
In 1977 kocht de Duitse firma Messer het bedrijf over en in 2001 werd de naam veranderd naar Messer Belgium.
- International Standard Name Identifier: 0000 0004 0600 1303
- Nationale Bibliotheek van Tsjechië: osa2014848303
- Virtual International Authority File: 238387302